# France Football
France Football er et fransk fodboldmagasin, der er mest kendt for at de hvert år sammen med Fifa uddeler prisen Fifa Ballon d'Or til verdens bedste fodboldspiller.
Magasinet uddeler tillige en pris 'Årets franske spiller'.

## Årets franske fodboldspiller
| År   | Spiller              | Klub                |
| ---- | -------------------- | ------------------- |
| 1959 | Jules Sbroglia       | Angers              |
| 1960 | Raymond Kopa         | Stade Reims         |
| 1961 | Mahi Khennane        | Rennes              |
| 1962 | André Lerond         | Stade Français      |
| 1963 | Yvon Douis           | AS Monaco           |
| 1964 | Marcel Artelesa      | AS Monaco           |
| 1965 | Philippe Gondet      | Nantes              |
| 1966 | Philippe Gondet      | Nantes              |
| 1967 | Bernard Bosquier     | Saint-Étienne       |
| 1968 | Bernard Bosquier     | Saint-Étienne       |
| 1969 | Hervé Revelli        | Saint-Étienne       |
| 1970 | Georges Carnus       | Saint-Étienne       |
| 1971 | Georges Carnus       | Saint-Étienne       |
| 1972 | Marius Trésor        | Ajaccio             |
| 1973 | Georges Bereta       | Saint-Étienne       |
| 1974 | Georges Bereta       | Saint-Étienne       |
| 1975 | Jean-Marc Guillou    | Angers              |
| 1976 | Michel Platini       | Nancy               |
| 1977 | Michel Platini       | Nancy               |
| 1978 | Jean Petit           | AS Monaco           |
| 1979 | Maxime Bossis        | Nantes              |
| 1980 | Jean-François Larios | Saint-Étienne       |
| 1981 | Maxime Bossis        | Nantes              |
| 1982 | Alain Giresse        | Bordeaux            |
| 1983 | Alain Giresse        | Bordeaux            |
| 1984 | Jean Tigana          | Bordeaux            |
| 1985 | Luis Fernández       | Paris Saint-Germain |
| 1986 | Manuel Amoros        | AS Monaco           |

| År   | Spiller           | Klub                          |
| ---- | ----------------- | ----------------------------- |
| 1987 | Alain Giresse     | Marseille                     |
| 1988 | Stéphane Paille   | Sochaux                       |
| 1989 | Jean-Pierre Papin | Marseille                     |
| 1990 | Laurent Blanc     | Montpellier                   |
| 1991 | Jean-Pierre Papin | Marseille                     |
| 1992 | Alain Roche       | Auxerre / Paris Saint-Germain |
| 1993 | David Ginola      | Paris Saint-Germain           |
| 1994 | Bernard Lama      | Paris Saint-Germain           |
| 1995 | Vincent Guérin    | Paris Saint-Germain           |
| 1996 | Didier Deschamps  | Juventus                      |
| 1997 | Lilian Thuram     | Parma                         |
| 1998 | Zinedine Zidane   | Juventus                      |
| 1999 | Sylvain Wiltord   | Bordeaux                      |
| 2000 | Thierry Henry     | Arsenal                       |
| 2001 | Patrick Vieira    | Arsenal                       |
| 2002 | Zinedine Zidane   | Real Madrid                   |
| 2003 | Thierry Henry     | Arsenal                       |
| 2004 | Thierry Henry     | Arsenal                       |
| 2005 | Thierry Henry     | Arsenal                       |
| 2006 | Thierry Henry     | Arsenal                       |
| 2007 | Franck Ribéry     | Marseille                     |
| 2008 | Franck Ribéry     | Bayern München                |
| 2009 | Yoann Gourcuff    | Bordeaux                      |
| 2010 | Samir Nasri       | Arsenal                       |
| 2011 | Karim Benzema     | Real Madrid                   |
| 2012 | Karim Benzema     | Real Madrid                   |
| 2013 | Franck Ribéry     | Bayern München                |